# アオカスベ
アオカスベ（学名：Neoraja caerulea）は、ガンギエイ目に分類されるエイの一種。全長30 cmの小型種。

## 分布と生息地
ビスケー湾からアイルランド北西部、アイスランドまで、北東大西洋に分布する。水深600 - 1,262ｍの大陸斜面に生息する深海魚。

## 生態
底生生物を捕食する。卵生であり、角に突起のある卵を産む。胎仔は卵黄で成長する。